# Atarba brevissima
Atarba brevissima är en tvåvingeart som beskrevs av Alexander 1944. Atarba brevissima ingår i släktet Atarba och familjen småharkrankar. Inga underarter finns listade i Catalogue of Life.